# Bihariosaurus
Bihariosaurus is een geslacht van plantenetende ornithischische dinosauriërs, behorend tot de Euornithopoda, dat tijdens het vroege Krijt leefde in het gebied van het huidige Roemenië. De enige benoemde soort is Bihariosaurus bauxiticus.
In de jaren 1978 en 1978 voerde Florian Marinescu van het geologisch instituut van Boekarest opgravingen uit in de Brusturi-Cornet-bauxietmijn, geëxploiteerd door het Dobreşti-staatsbedrijf. In een insluiting of lens groef hij ondergronds eigenhandig honderden beenderen op, een belangrijk deel daarvan toebehorend aan een euornithopode dinosauriër.
In 1989 benoemde Marinescu zijn vondsten als de typesoort Bihariosaurus bauxiticus. De geslachtsnaam is afgeleid van het Latijnse Biharium, de oude naam voor de streek Bihor in de Karpaten. De soortaanduiding verwijst naar de bauxietmijn.
De fossielen waren indertijd deel van de persoonlijke verzameling van Marinescu en hadden geen inventarisnummer. In 2000 deed hij de verzameling over aan het Muzeul Ţării Crişurilor maar ook daarvan is geen inventarisnummer bekend. De specimina bestaan voornamelijk uit losse delen van de ledematen. Ze zijn gevonden in een laag die dateert uit het Berriasien. De mijn zou in 2000 onder water lopen.
Marinescu beschreef en illustreerde de botten wel maar wist geen onderscheidende kenmerken te vinden. Daarom is het taxon wel als een nomen nudum beschouwd.
Marinescu wees Bihariosaurus oorspronkelijk toe aan de Iguanodontidae. Later werd het vaak onder de Camptosauridae geschaard nadat in 1997 een deel van het materiaal aan een Camptosaurus sp. werd toegewezen. Het probleem hierbij is echter dat de oorspronkelijke vondst in 1978 door twee mijnwerkers gedaan was en toen door andere paleontologen een groot aantal botten is veiliggesteld. In het materiaal zou naast een camptosauride ook een iguanodontide geïdentificeerd worden en zelfs dieren die verwant waren aan Valdosaurus en Hypsilophodon. Het is, wegens het fragmentarische karakter van de botten, goed mogelijk dat al het materiaal in feite aan één taxon toebehoort. In dat geval draagt dat de naam Bihariosaurus. Zolang dat echter niet bewezen is en bij de botten van de verzameling van Marinescu geen onderscheidende kenmerken zijn vastgesteld, kan niet worden bepaald bij welke andere botten het typemateriaal van Bihariosaurus behoort en blijft het een nomen dubium. Ook kan niet geldig worden geconcludeerd dat het een camptosauride of iguanodontide is. Wel behoort het vermoedelijk tot de ruimere Iguanodontia.
Het gebied rond Bihor was in het vroege Krijt met tussenpozen een vrij klein apart eiland met een doorsnede van zo'n veertig kilometer. Het materiaal is een derde korter dan overeenkomstige vormen die uit Engeland bekend zijn. Dit is verklaard als een geval van dwergvorming als gevolg van het verminderde voedselaanbod op de beperkte oppervlakte van het eiland.